# Knoxia congesta
Knoxia congesta är en måreväxtart som beskrevs av Charles-Joseph Marie Pitard. Knoxia congesta ingår i släktet Knoxia och familjen måreväxter. Inga underarter finns listade i Catalogue of Life.